# تحليل دالي
التحليل الدالي (بالإنجليزية: Functional analysis)‏ هو أحد فروع الرياضيات الذي يهتم بدراسة فضاءات الدوال. يشمل التحليل الدالي دراسة الفضاءات (الفراغات) الاتجاهية ذات أي عدد (ليس بالضرورة منتهِ) من الأبعاد ودراسة المؤثرات المعرفة عليها بمزاوجة الطرق الجبرية والتحليلية.
كما يشمل التحليل الدالي دراسة التحويلات، مثل تحويل فورييه وتطبيقها في دراسة المعادلات التفاضلية والتكاملية، كما يشمل دراسة التابعيات المعرفة على فضاءات الدوال من خلال حساب التغيرات مثلا.
وللتحليل الدالي تطبيقات هامة في الفيزياء وبالذات ميكانيكا الكم وفي علم الاقتصاد والامثلية.

## نشأته
في أواخـر القرن التاسع عشر - بصورة مصاحبة للدراسات المتعلقة بالمعادلات التكاملية - ظهرت المفاهيم التي ستجتمع فيما بعد تحت اسم التحليـل الدالى، وفي بدايات القرن العشرين أخذت تعريفات الفراغات والمؤثرات صورتها الحالية في ظل التوجـه السائد في تلك الفترة نحو التجريـد، وكذا التوجه نحو نظـام يعتمد على المسلمات "Axiomatic" أسهم أيضاً في تأسيس صياغة مجردة للجبر الخطى؛ ومن أجل إدراك التوجه الفكرى الذي أدى إلى ظهور التحليل الدالى من الجيد رسم صورة عن تطور الجبر الخطى خلال القرن التاسع عشـر، فحتى بداية العقد الرابع من ذلك القرن تمثل الجبـر الخطى في دراسة النـظم المنتـهية من المعادلات الخطية ذات المعاملات الحـقيقية أو المركبة، لكن النتائج كانت تقتصر على الحالة التي يكون فيها عدد المجاهيل مساو لعدد المعادلات؛ ولقد أعطت صيغ كرامر حلا وحيدا في حالة أن يكون محدد المجموعة ليس صفراً.
في هذا السياق يمكن تعقـب بداية التحليـل الدالى إلى جهـود الرياضى والفيزيائي الإيطـالى فيتو فولتيـرا الذي حاول تطوير طرق مشابهة لطرق كرامر لكن لدراسة المعادلات التكاملية. فقط في البداية نشير إلى مفهـوم «المؤثـرات Operators» وهي دوال مجالها (وأحياناً مداها) مجموعة من الدوال، وأبسط مثال هو مؤثر الاشتقاق؛ وعلى وجه الخصوص تسمى المؤثرات التي يقع مداها في مجموعة الأعداد الحـقيقية {\displaystyle {\mbox{  }}\mathbb {R} {\mbox{ }}} أو المركبة
{\displaystyle {\mbox{ }}\mathbb {C} {\mbox{ }}} بـ «الدالِّيات Functionals».
في عام 1896، وفي أحد أبحاثه، بدأ ڤولتيرا باعتبار المؤثر الذي ينقل كل دالة متصلة{\displaystyle {\mbox{  }}f{\mbox{  }}} إلى دالة
{\displaystyle {\mbox{  }}\varphi {\mbox{  }}} متصلة وتمثل حلاً للمعادلة التكاملية
{\displaystyle f(x)=\varphi (x)-\int _{a}^{x}k(x,y)\varphi (y)dy}
حيث {\displaystyle {\mbox{  }}k{\mbox{  }}} متصلة.
الآن بتعريف {\displaystyle {\mbox{  }}I\varphi =\varphi {\mbox{  }}} و
{\displaystyle {\mbox{  }}(K\varphi )(x)=\int _{a}^{x}k(x,y)\varphi (y)dy{\mbox{  }}} ، أثبت ڤولتيرا أن {\displaystyle {\mbox{  }}\varphi {\mbox{  }}} تعطى بالعلاقة
{\displaystyle \varphi =(I-k)^{-1}f=f+Kf+K^{2}f+\cdots }
حيث {\displaystyle K^{n}f=K(K^{n-1}f){\mbox{   }}} .
استكمل هذه المجهودات كلاً من الرياضي السويدي إريك إيڤار فريدهولم "Erik Ivar Fredholm"

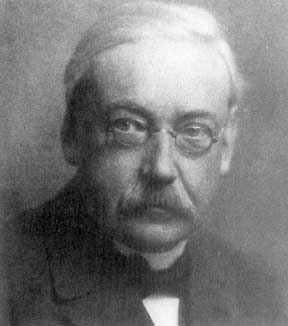
أيفار فريدهولم (7 أبريل 1866 - 17 أغسطس 1927)

والرياضي الألماني دافيد هيلبرت خلال العقد الأول من القرن العشرين، وجدير بالذكر هنا أن هيلبرت - وخلال هذه الدراسة المتعلقة بالمعادلات التكاملية - اهتم بالدور الذي تلعبه مجموعة المتتابعات الحـقيقية (سنرمز للمتتابعات بالرمز {\displaystyle {\mbox{  }}\{x_{n}\}{}}) التي تحقق
{\displaystyle {\mbox{ }}\Sigma _{n=1}^{\infty }|x_{n}|^{2}{\mbox{ }}} ، هذه المجموعة ستعرف فيما بعد بالفراغ {\displaystyle \ell _{2}} .

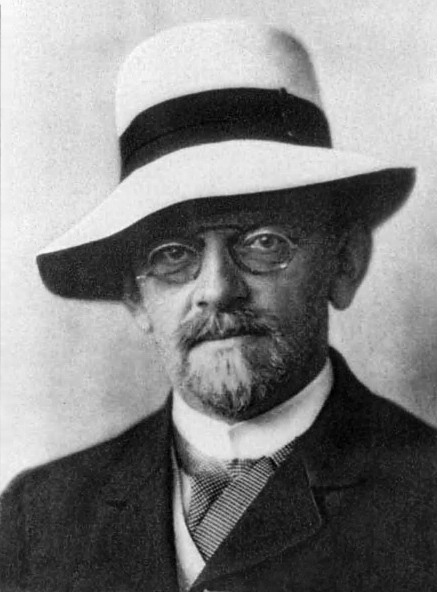
دافيد هيلبرت (23 يناير 1862 - 14 فبراير 1943)

## الأعمال الأساسية في التحليل الدالي
تبعت فترة النشأة المبكرة أعمال موريس رينيه فريشيه الذي عرف مفهوم فضاءات المسافة في 1906 واهتم بدراسة المسافات المعرفة على فضاءات الدوال، وكذلك الأخوين فريجوس "Frigyes Riesz" ومارسيل ريس "Marcel Riesz" ثم أعمال المدرسة البولندية الممثلة في هوجو شتاينهاوس "Hugo Steinhaus" وستيفان باناخ "Stefan Banach".
ويعتبر كتاب باناخ «نظرية العمليات الخطية Theorie des Operations Lineaires» الذي نشر عام 1932 والذي يتضمن أعمال رسالته للدكتوراه التي كتبها عام 1922 هو البداية الرسمية للتحليل الدالي كفرع مستقل بذاته من فروع الرياضيات، ويتضمن هذا الكتاب المفاهيم والتعريفات الأساسية للتحليل الدالي والنظريات الأساسية التي بني عليها هذا الفرع.

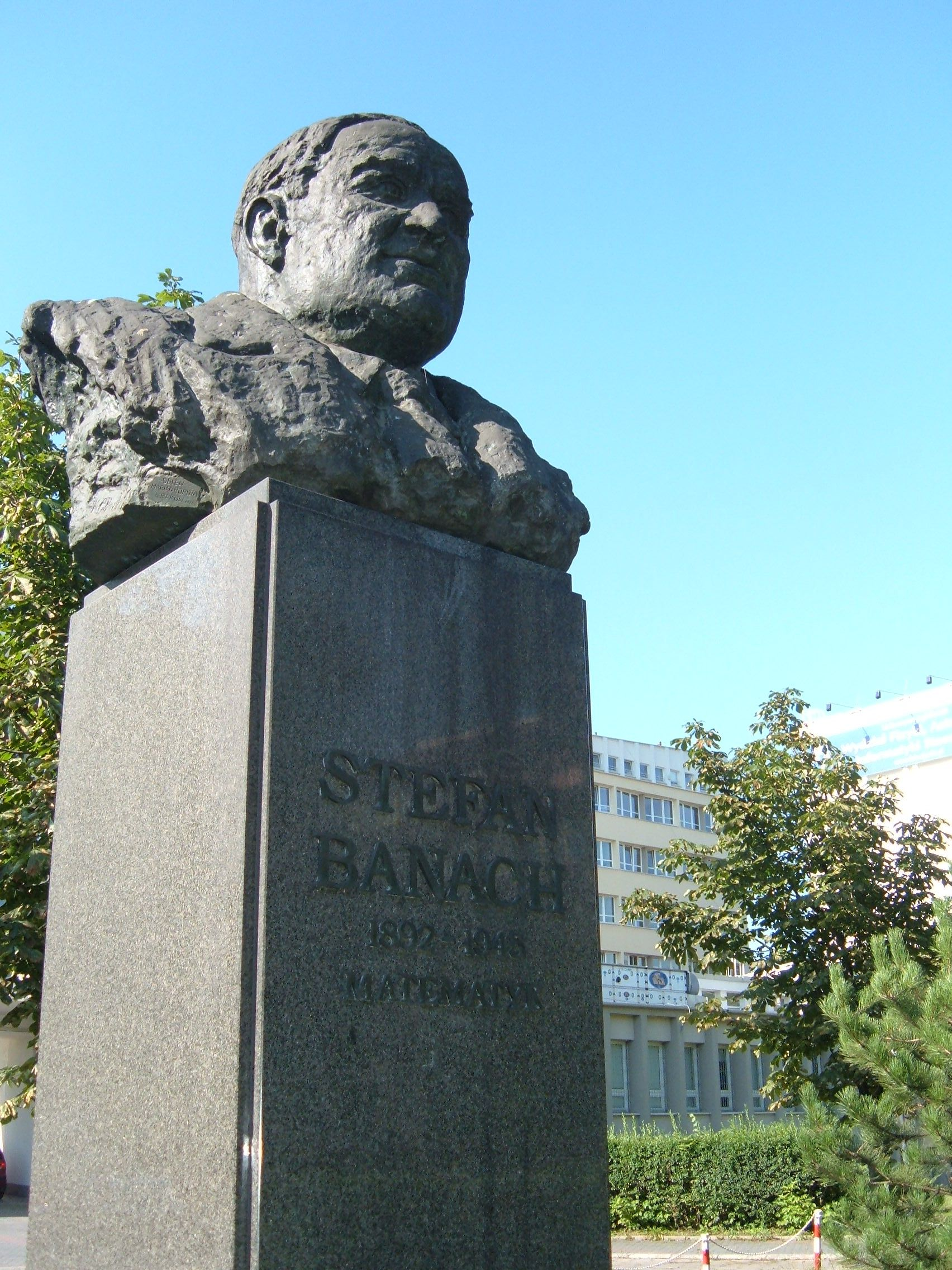
ستيفان باناخ (30 مارس 1892 - 31 أغسطس 1945)

وقد أنتجت العقود الثلاثة الأولى من القرن العشرين بضعة نظريات أساسية في موضوع التحليل الدالي ويمكن اعتبارها بمثابة أركان هذا البناء الرياضى، ومن هذه النظريات (المبادئ) الأساسية الثلاث نظريات التالية:
- نظرية هان-باناخ Hahn - Banach Theorem
- نظرية المحدودية المنتظمة Uniform Boundedness Theorem
- نظرية الصورة المغلقة Closed Graph Theorem

ومن مواضيع التحليل الدالي:
- الفراغات المعيرة و فراغات بناخ
- فراغات حاصل الضرب القياسى و فراغات هيلبرت
- فضاء باناخ
- حساب التغيرات

## التطبيقات

### التحليل الدالي والفيزياء
تعتمد الفيزياء منذ أعمال نيوتن على المعادلات التفاضلية والتكاملية، لذلك كان من الطبيعي أن يكون هناك ارتباط بين التحليل الدالي وبين الفيزياء، لكن التحليل الدالي اجتذب اهتماماً أكبر وسط علماء الفيزياء عند صدور كتاب "الأسس الرياضية لميكانيكا الكم Mathematical Foundations of Quantum Mechanics " الذي وضعه العالم المجري جون فون نيومان في 1929 

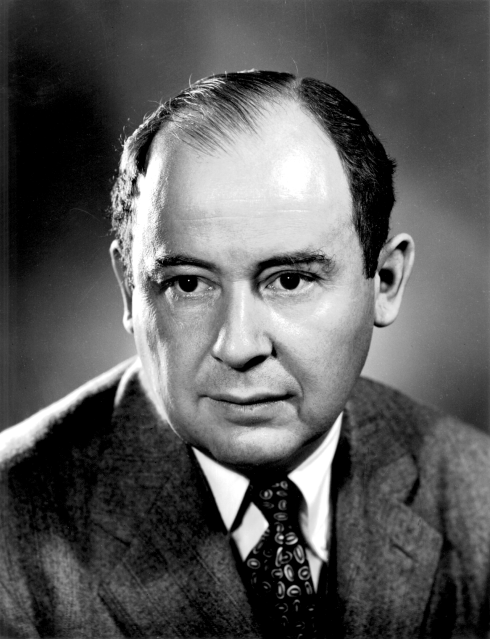
جون فون نيومان (28 ديسمبر 1903 - 8 فبراير 1957)

، وقد ربط ذلك الكتاب مفاهيم ميكانيكا الكم بالتحليل الدالي وبالذات بنظرية المؤثرات على فضاءات هيلبرت حيث عبر عن حالة أي منظومة فيزيائية بدالة في فضاء هيلبرت وعبَّر عن الكميات الفيزيائة مثل الطاقة بمؤثرات على ذلك الفضاء، وبيَّن فون نيومان كيف يمكن التعامل مع القياسات الفيزيائية باعتبارها القيم الذاتية للمؤثرات.
ومازال التحليل الدالي يمثل أداة أساسية للفيزياء من خلال نظرية المؤثرات ومن خلال دوره في دراسة المعادلات التفاضلية والتكاملية وهو الدور الذي تعزز بابتكار الدوال المعممة " generalized functions" على يد كل من العالم الروسي سيرجي سوبوليف " Sergei Lvovich Sobolev" والفرنسي لوران شوارتز "Laurent Schwartz " في أربعينيات القرن العشرين.

### التحليل الدالي وعلم الاقتصاد
دخلت الطرق الكمية والرياضية في علم الاقتصاد منذ بداياته، وتعزز دور الرياضيات في علم الاقتصاد خلال القرن التاسع عشر، بينما بدأ استخدام التحليل الدالي في ثلاثينيات القرن العشرين من خلال البرمجة الخطية والأمثلية، ومن أعلام تطبيق التحليل الدالي في علم الاقتصاد عالم الرياضيات الروسي الحاصل على جائزة نوبل في الاقتصاد ليونيد كانتروفيتش.

## اقرأ أيضا
- قائمة مواضيع التحليل الدالي
- ستيفان باناخ